# 3e congresdistrict van Arizona

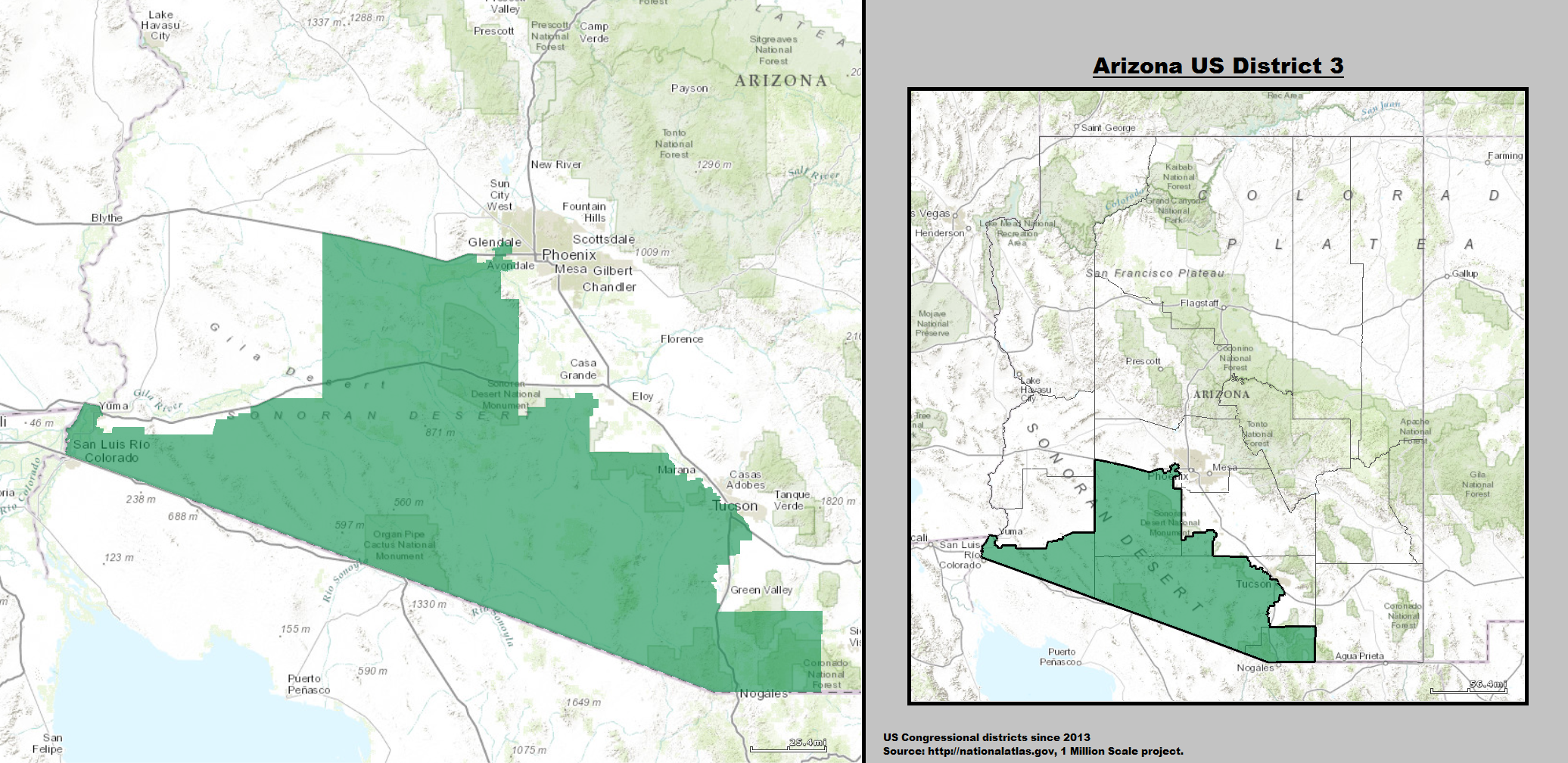
De locatie van het district in de staat Arizona.

Het 3e congresdistrict van Arizona is een kiesdistrict voor het Amerikaanse Huis van Afgevaardigden. Het district bevat de zuidwestelijke delen van de staat langs de grens met Mexico vanaf Nogales tot de grens met Californië. Het grootste deel van de populatie in het district woont in het westelijke deel van de stad Tucson. Momenteel is Democraat Raúl Grijalva de afgevaardigde voor het district.

## Presidentsverkiezingen
| Jaar | Resultaten                             | Winnende partij | Winnende partij      |
| ---- | -------------------------------------- | --------------- | -------------------- |
| 2000 | George W. Bush 54% - 43% Al Gore       |                 | Republikeinse Partij |
| 2004 | George W. Bush 58% - 41% John Kerry    |                 | Republikeinse Partij |
| 2008 | John McCain 57% - 42% Barack Obama     |                 | Republikeinse Partij |
| 2012 | Barack Obama 61% - 38% Mitt Romney     |                 | Democratische Partij |
| 2016 | Hillary Clinton 62% - 33% Donald Trump |                 | Democratische Partij |